# Vendôme
Vendôme (wymowaⓘ) – miejscowość i gmina we Francji, w Regionie Centralnym-Dolinie Loary, w departamencie Loir-et-Cher.
Według danych na rok 1990 gminę zamieszkiwało 17 525 osób, a gęstość zaludnienia wynosiła 734 osoby/km² (wśród 1842 gmin Regionu Centralnego Vendôme plasuje się na 15. miejscu pod względem liczby ludności, natomiast pod względem powierzchni na miejscu 530.).

## Miasta partnerskie
- Gevelsberg
- Hampton